# Jean Roth (Radsportler)
Jean Roth (* 3. März 1924 in Le Havre, Frankreich; † 2019 in Bünzen AG) war ein Schweizer Bahnradsportler.

## Sportliche Laufbahn
Roth begann seine radsportliche Laufbahn 1946. 1948 startete er bei den Olympischen Sommerspielen in London und belegte im Tandemrennen Rang vier mit Max Aeberli. Er startete auch im Sprint. 1950 wurde er Profi und war vorrangig als Sechstagefahrer aktiv. Er startete bei insgesamt 86 Rennen, von denen er 16 gewann, neun davon gemeinsam mit seinem häufigsten Partner Walter Bucher (35 gemeinsame Starts), drei mit Fritz Pfenninger. Fünfmal war er in Münster erfolgreich. 1950 siegte er beim Sechstagerennen von Münster mit dem Deutschen Gustav Kilian. 1961 trat er vom Radsport zurück.
Roth starb kurz vor seinem 95. Geburtstag in Bünzen.